# Katjuša Pušnik
Katjuša Pušnik (* 31. Januar 1969 in Črna na Koroškem) ist eine ehemalige slowenische Skirennläuferin.
Die für Jugoslawien startende Pušnik belegte 1988 bereits in ihrem dritten Weltcuprennen im Slalom von Zauchensee hinter Vreni Schneider den 2. Platz. Einen weiteren 2. Platz erreichte sie 1990 im Riesenslalom vom Vemdalen hinter Carole Merle. Bei den Skiweltmeisterschaften 1991 in Saalbach-Hinterglemm erreichte sie im Slalom den fünften Platz, im Riesenslalom wurde sie Zehnte. Bei den Olympischen Spielen 1992 von Albertville war sie Mitglied der neuen slowenischen Mannschaft und belegte Platz 16 im Slalom. Im Frühjahr 1992 gab sie ihren Rücktritt vom Spitzensport bekannt.